# پوسی‌کت دالز
پوسی‌کَت دالز (Pussycat Dolls یعنی عروسک‌های ملوس) نام یک گروه موسیقی دخترانه پاپ و دسته بازیگران آمریکایی است که در سال ۱۹۹۵ توسط یک طراح رقص به‌نام رابین انتین بنیان گذاشته شد. این گروه در آغاز پیش از آنکه در سال ۲۰۰۳ در قالب یک گروه موسیقی شکل بگیرد، به‌عنوان یک دسته نمایش‌های طنز در لس‌آنجلس شروع به‌کار کرد. اعضای پایه این گروه شامل نیکول شرزینگر، اشلی رابرتس، جسیکا سوتا، ملودی تورنتون، کیمبرلی وایت و کارمیت بخار هستند، که بخار در مارس ۲۰۰۸ از گروه جدا شد. گروه قصد داشت در اواخر سال ۲۰۰۹ سومین آلبوم خود را ضبط کند و برای تور جهانی آماده شود؛ اما رابتس، سوتا، تورنتون و وایت اعلام کردند از گروه جدا شدند و قصد دارند به صورت انفرادی فعالیت هنری داشته باشند. این گروه از سال ۲۰۱۹ تا ۲۰۲۱ دوباره به فعالیت خود ادامه داد.

## فعالیت‌ها
پوسی‌کت دالز با نخستین آلبوم خود به نام پی‌سی‌دی (PCD) در سال ۲۰۰۵ به موفقیتی جهانی دست پیدا کرد. این آلبوم در جدول ۲۰۰ آلبوم آمریکا، رتبه پنجم را کسب کرد و حتی به نامزدی جایزه گرمی رسید.
سه سال پس از آن، در زمانی که نیکول شرزینگر خواننده اصلی گروه، دستیابی به خوانندگی تک حرفه‌ای را نشانه رفته بود، گروه دومین آلبوم با نام دال دومینیشن را در ۲۳ سپتامبر ۲۰۰۸ عرضه کرد که آهنگ «وقتی که بزرگ شدم» (When I Grow Up) از این آلبوم در میان ۱۰ آهنگ برتر دنیا قرار گرفت.

## آلبوم شناسی
- پی‌سی‌دی (۲۰۰۵)
- دال دامینیشن (۲۰۰۸)